# توجينبو
توجينبو (باليابانية: 東尋坊) هي سلسلة من المنحدرات الصخرية على بحر اليابان في اليابان. تقع في جزء أنتو من ميكوني-تشو في ساكاي، بمحافظة فوكوي. يبلغ متوسط ارتفاع المنحدرات 30 مترًا وتمتد لمسافة 1 كم. المنطقة جزء من متنزه إيتشيزين-كاغ كايغان شبه الوطني.

## التشكيل
تشكلت صخور المنحدرات في الأصل منذ 12 إلى 13 مليون سنة خلال العصر الميوسيني بسبب الأنشطة البركانية المختلفة، عن طريق اختلاط الصهارة بالصخور الرسوبية لتشكيل مفاصل عمودية من أنديزيت البيروكسين التي تحتوي على بلورات بلاجيوكلاس، وبلورات أغويت وإنستاتيت في أشكال خماسية أو سداسية، والتي تآكلت بفعل البحر. تلقت المنطقة حماية من الحكومة في عام 1935 باعتبارها معلمًا طبيعيًا.

## الأساطير
تقول إحدى الأساطير إن كاهنًا بوذيًا فاسدًا من معبد هيسين-جي (平泉寺)، وهو معبد محلي، أثار غضب عامة الناس لدرجة أنهم طردوه من المعبد إلى البحر، وفي توجينبو ألقوه في البحر. ويقال إن شبحه لا يزال يطارد المنطقة.
تقول أسطورة بديلة أن اسم توجينبو يأتي من راهب بوذي منحرف. وفقًا للأسطورة، وقع راهب بوذي يدعى توجينبو، والذي كان يكرهه الجميع، في حب أميرة جميلة تدعى آيا. تعرض توجينبو للخداع من قبل معجب آخر بالأميرة آيا ودفعه من فوق هذه المنحدرات. وأصبح شبح توجينبو المنتقم يثور في نفس الوقت تقريبًا من كل عام في هذا المكان، مما يتسبب في هبوب رياح قوية وأمطار. بعد عدة عقود، أشفق كاهن متجول على توجينبو وأقام له حفل تأبين. بعد ذلك، توقفت العواصف.

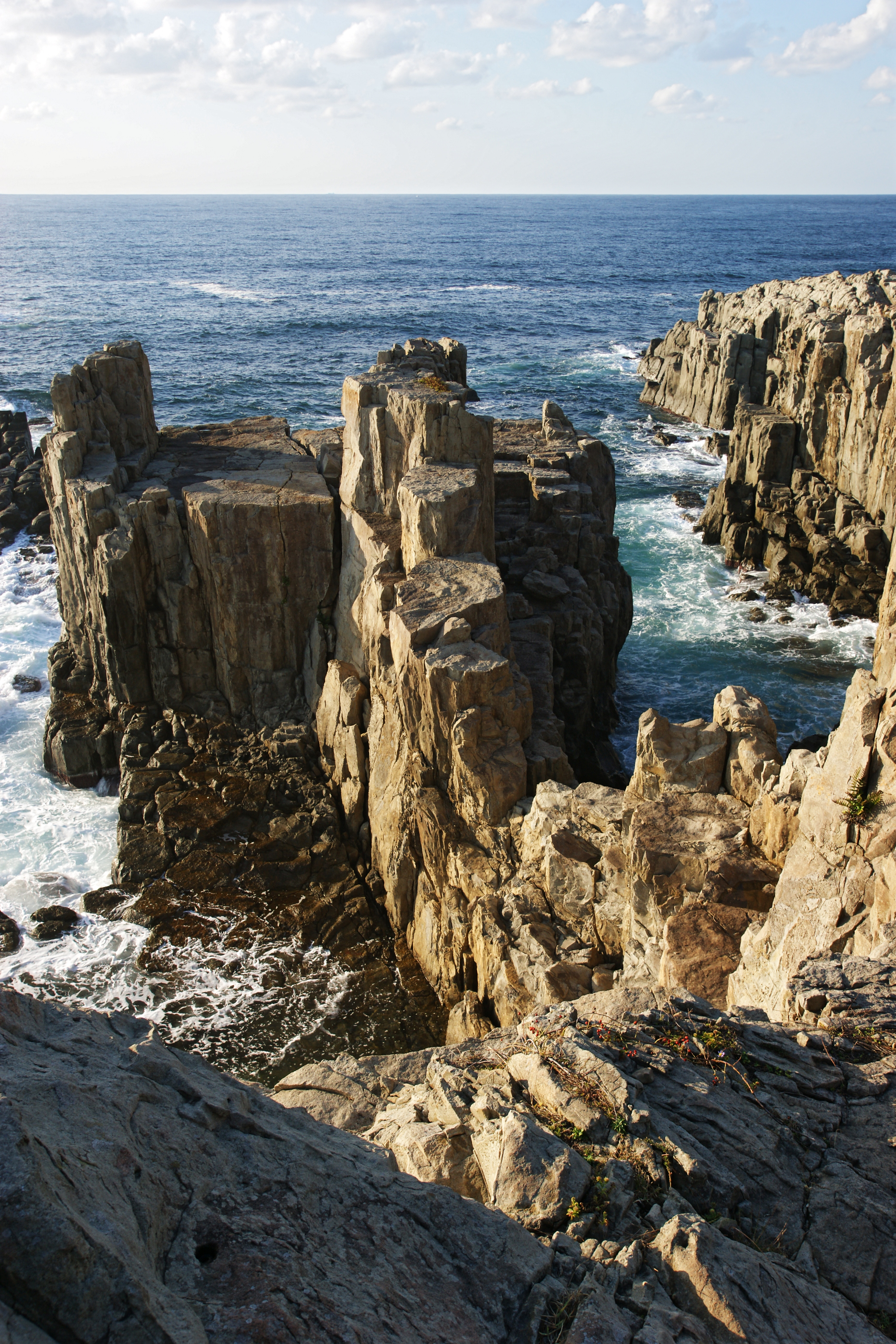
صخور ساندان
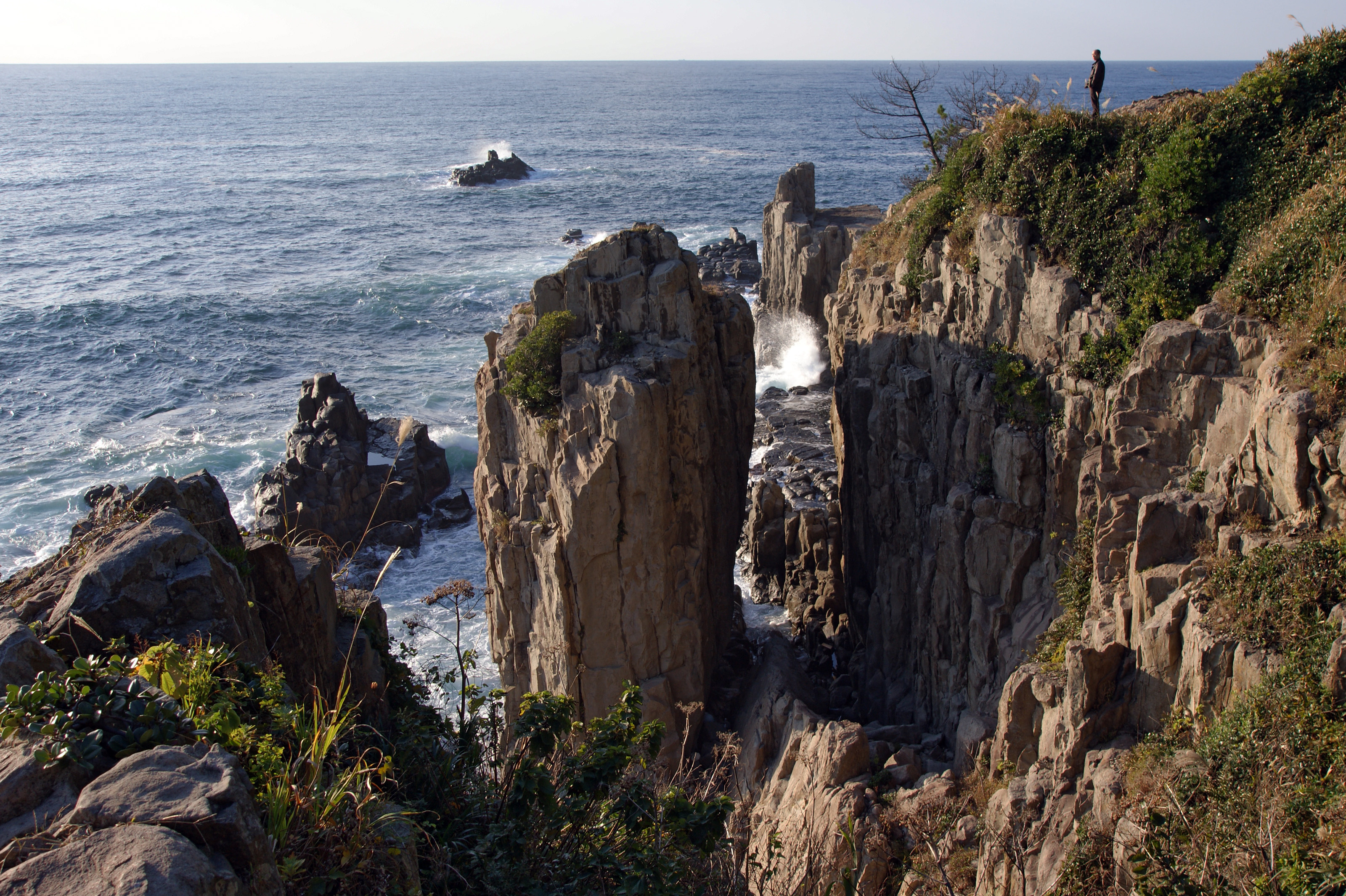
صخور روسوكو
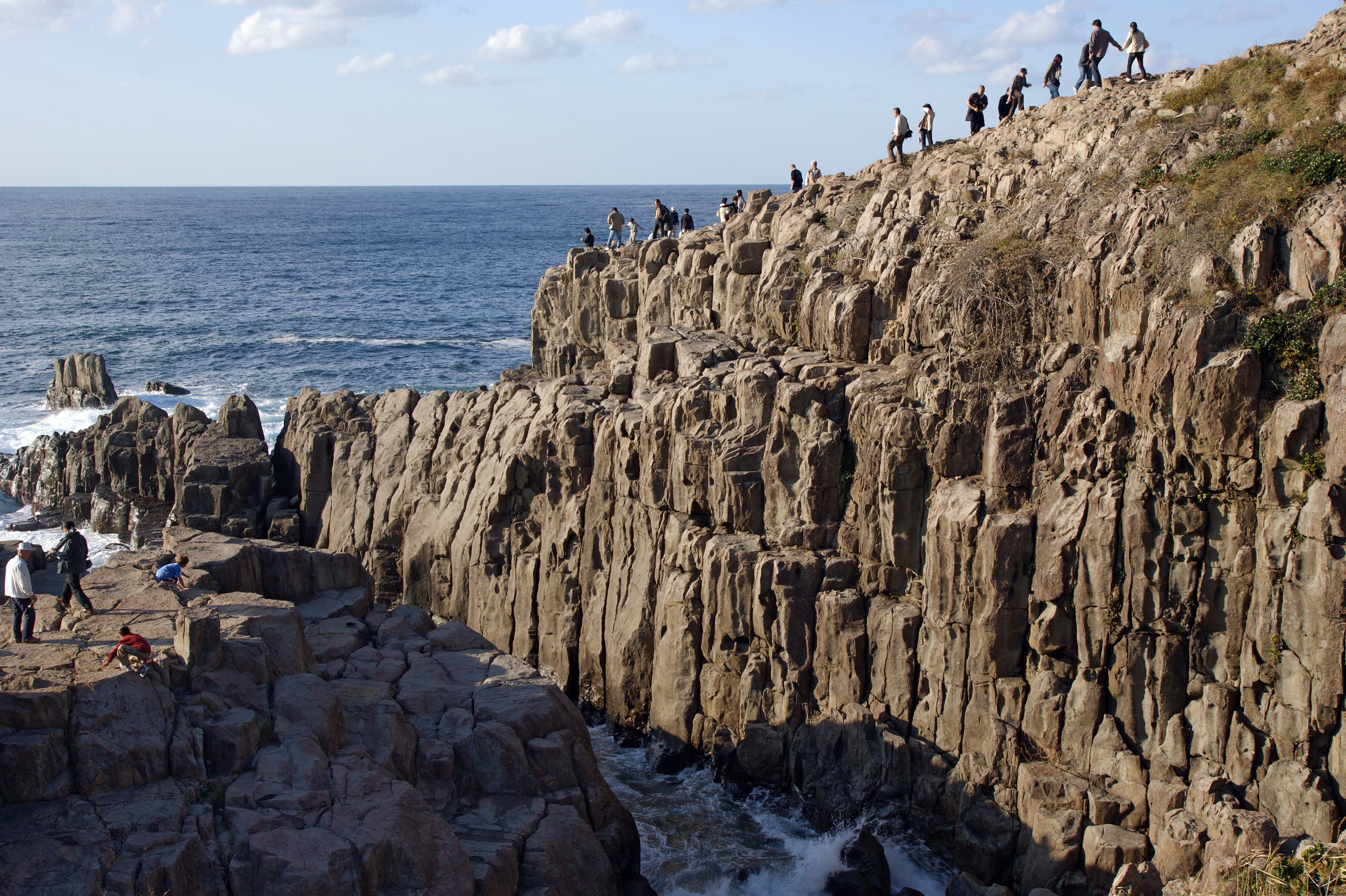
صخور بيوبو
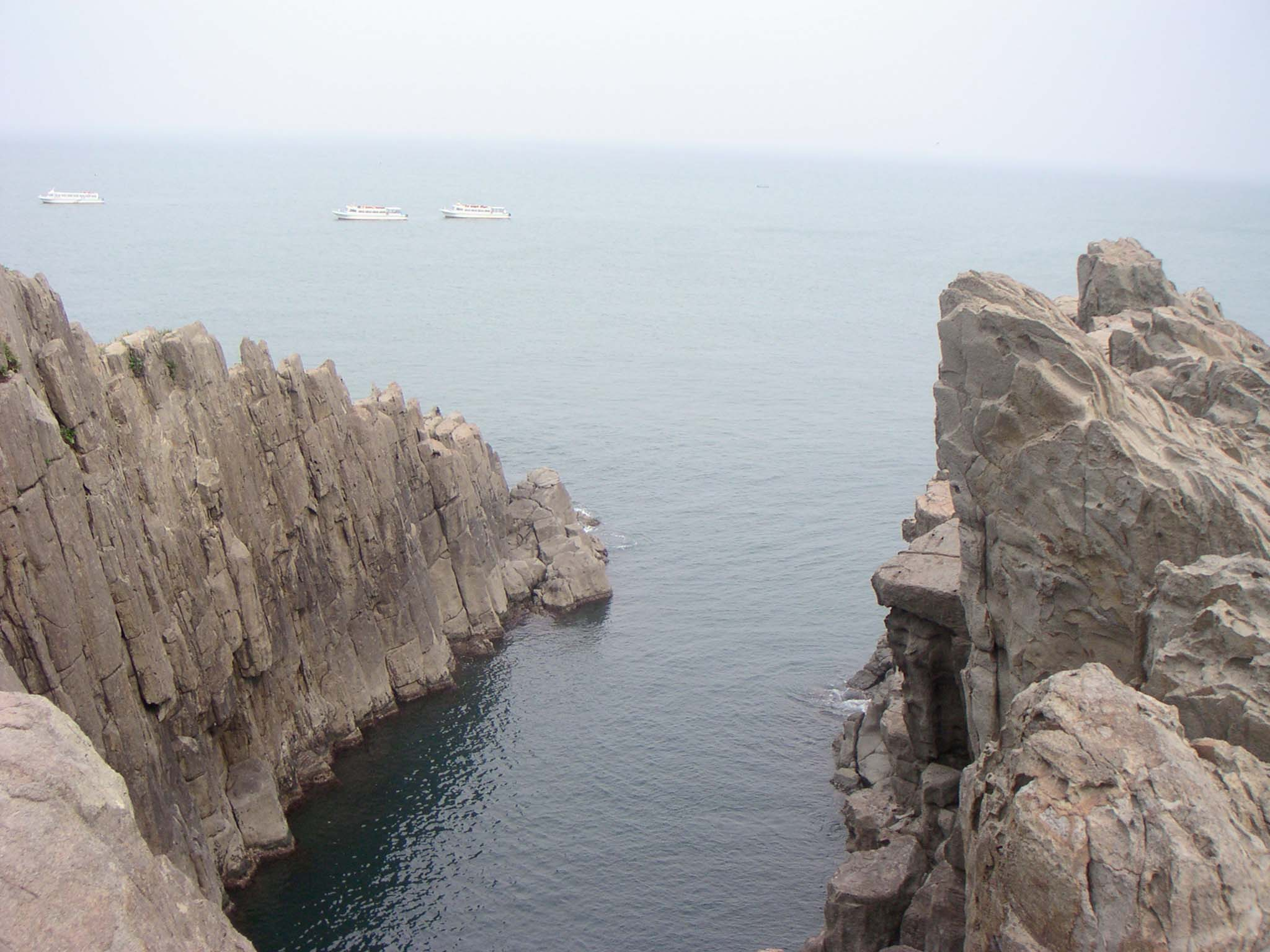
ارتفاع أويكي 25 مترًا

## حالات انتحار

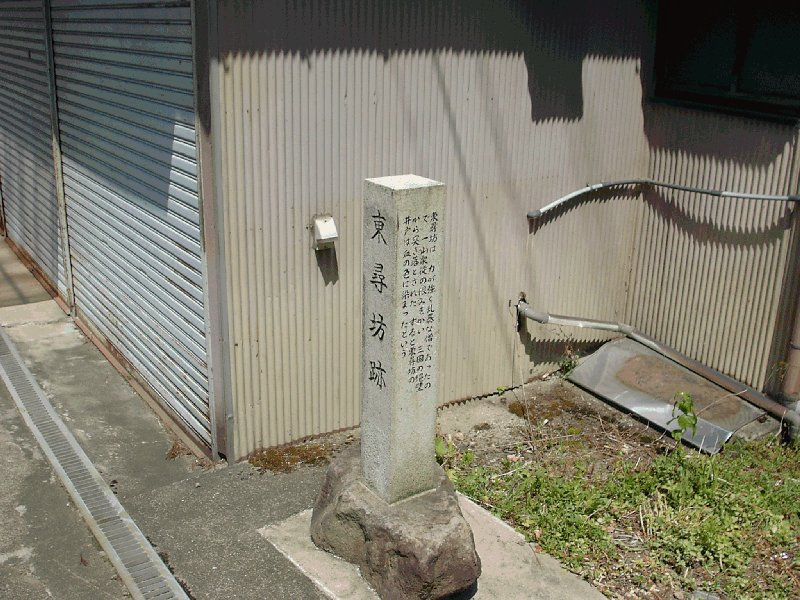
العمود التاريخي لمنزل توجينبو (الكاهن توجينبو) الذي أُطلق اسمه على تضاريس توجينبو التي يقال إنه أُلقي منه من قبل أتباع المعبد عقابًا له على سوء سلوكه، في هيسين-جي، كاتسوياما، فوكوي، اليابان.

تُعد توجينبو أيضًا مكانًا معروفًا في اليابان للانتحار. وفقًا للإحصاءات، ينتحر ما يصل إلى 25 شخصًا بالقفز من المنحدرات التي يبلغ ارتفاعها 21 مترًا سنويًا، وهو رقم يرتفع وينخفض مع الصعوبات الاقتصادية في اليابان ومعدلات البطالة.